# Brice Cauvin
 (janvier 2023).
Si vous disposez d'ouvrages ou d'articles de référence ou si vous connaissez des sites web de qualité traitant du thème abordé ici, merci de compléter l'article en donnant les références utiles à sa vérifiabilité et en les liant à la section « Notes et références ».
Pour les articles homonymes, voir Cauvin.
Brice Cauvin, né le 14 février 1966 à Lille, est un réalisateur, metteur en scène, acteur, scénariste, adaptateur français.

## Biographie
Brice Cauvin est réalisateur, scénariste, ancien directeur du département Réalisation à la Femis.   
Après des études littéraires (hypokhâgne, khâgne puis linguistique), il fait ses débuts dans le cinéma comme scénariste, puis assistant réalisateur pendant près de quinze ans auprès de Maurice Pialat, Patrice Leconte, Nicole Garcia, Pierre Salvadori, Romain Goupil, Philippe Harel, Jean Poiret, Ilan Duran Cohen, Andreij Zulavski, Adam Firth...   
Son premier court métrage, Faux Bourdon, récompensé à Clermont-Ferrand, Cabourg et Tubingen, est  pré-nommé aux César et sorti en salle.   
Haute Fidélité, Des manteaux et des parapluies  est sélectionné dans de nombreux festivals (primé au festival de Pantin, Locarno, Osaka, Busan...). Prix de la mise en scène à Londres Film Festival et meilleur film à Osaka.  
Son premier long métrage, De particulier à particulier (Hotel Harabati titre en anglais), est en sélection officielle au festival de Berlin ( Berlinale) en février 2006. Il y reçoit le prix Variety . 
Le magazine « Sight & sound » le désigne comme un des dix meilleurs films de l'année. Le scénario est récompensé par le prix de la Fondation Gan pour le Cinéma. Le film reçoit le prix du meilleur scénario et premier film à Tallin, du meilleur réalisateur à Sydney, du meilleur film à San Francisco.  
Le film est sélectionné dans plus de 40 festivals dans le monde entier. 
Sorti en France en 2006, il reçoit un accueil critique remarqué. Finaliste au prix Louis Delluc et Prix de qualité au CNC. 
Le film est aussi distribué par Soda Pictures en Angleterre en décembre 2008. 
Laurent Lucas, Hélène Fillières et Anouk Aimée ont été remarqués pour leur interprétation respective. Julie Gayet et Anthony Roth Costanzo sont également présents.
Son second long métrage " L'Art de la fugue" est l'adaptation du roman éponyme de Stephen McCauley réalisée avec Raphaëlle Valbrune-Desplechin. 
Agnès Jaoui, Laurent Lafitte, Benjamin Biolay, Nicolas Bedos,  Marie-Christine Barrault, Guy Marchand, Bruno Putzulu, Elodie Frégé et Arthur Igual font  partie de la distribution. 
Sorti en salles le 4 mars 2015 en France, le film est également distribué dans une vingtaine de pays et présenté dans de nombreux festivals : San Francisco, Moscou, Sydney, Istanbul, Kiev, Toronto, Boston, Hong-Kong, Mons, Rome, Turin, Cabourg, La Réunion, Florence...  
En parallèle de sa carrière de réalisateur, Brice Cauvin intervient régulièrement à la Femis à Paris. Il a été nommé en septembre 2017 Directeur du Département Réalisation à La Femis.   
Il enseigne aussi depuis 2018 au Japon à l'université des Beaux Arts de Tokyo ou Geidai (Tokyo University of the Arts (東京藝術大学), dans le département cinéma, la direction d'acteurs.  
Il intervient aussi en Finlande depuis 2019 à l'école supérieure Aalto d'art. Université Alvar-Aalto d'Helsinki,  
Mais aussi à VGIK à Moscou, Téheran university of Cinema and Television, London Film School, université catholique du Sacré-Cœur à Milan, Doha Film Institute au Qatar... 
Directeur artistique de l'Atelier Égalité des Chances à la Femis pendant quatre ans, il a été intervenant régulier pendant dix-sept ans et élu représentant des intervenants à la Fémis en 2015. 
En France Il intervient aussi à l'université de Brest (ISB), au CEFPF et ARTFX à Montpellier et à Lille. 
Il a dirigé aussi un atelier de direction d'acteurs au cours Florent de 2019 à 2021.
Brice Cauvin a également réalisé un documentaire dans le cadre de la Soundwalk Collection : "Palais Royal". 
Ce film a été diffusé à la télévision mais aussi à travers les musées nationaux et internationaux en DVD. ( Moma, Musée d'Art Moderne, Maxxi...).
Il a également travaillé comme metteur en scène de lectures aux : 
Théâtre de l'Atelier: La soupe de Kafka de Mark Crick ( Isabelle Carré, Irène Jacob, Jérôme Kircher, Denis Podalydes) 2007
Théâtre de la Pépinière Opéra : La baignoire de Goethe de Mark Crick (Marie France Pisier, Isabelle Carré, Irène Jacob, Marie Christine Barrault, Laurence Roy) 2009
Théâtre de l'Atelier : Vous partez déjà? d'Antonia Fraser Pinter( Nicole Garcia, Marthe Keller, Danielle Lebrun, Irène Jacob, André Marcon) 2010
Théâtre du Châtelet : Inédits  de Tennesse Williams( Leslie Caron, Bruno Putzulu, Irène Jacob, Jérôme Kircher) 2012

## Filmographie

### Réalisateur
- 2015 : L'Art de la fugue
- 2006 : De particulier à particulier ( Lauréat de la Fondation Gan, prix Variety)
- 2001 : Haute Fidélité ( primé au Festival de Pantin)
- 1991 : Faux Bourdon (Primé à Clermont Ferrand, pré-nommé aux César)

### Assistant Réalisateur
- 1990 : Un week-end sur deux
- 1991 : Le Mari de la coiffeuse
- 1991 : Coup suprême
- 1992 : Les Années campagne
- 1994 : Rosine
- 1994 : Elles n'oublient jamais
- 1995 : Les Apprentis
- 1996 : Les Clients d'Avrenos
- 1996 : Un moment ...
- 1996 : Comme elle respire...
- 1997 : Les Randonneurs
- 1997 : La Femme défendue
- 1999 : À mort la mort !
- 2000 : La Confusion des genres

### Acteur
- 2004 : Les Petits-Fils
- 2008 : Baby blues de Diane Bertrand

### Scénariste
- 2001 : Haute Fidélité
- 2006 : De particulier à particulier

### Adaptateur
- 2006 : De particulier à particulier
- 2013 : L'Art de la fugue

## Distinctions
- Membre du jury international Seminci 2017 Valladolid Espagne
- Membre de l'Academie des César
- Prix de qualité CNC
- Prix scénario Fondation Gan pour le cinéma
- Prix Variety Festival de Berlin 2006
- Meilleur premier Film Tallin
- Directeur du département réalisation La Fémis 2016-2018
- Directeur artistique atelier égalité des chances  La Fémis 2011-2015